# 十二木卡姆
维吾尔十二木卡姆或十二木卡姆（維吾爾語：مۇقام‎），木卡姆的一种，是维吾尔族一種民間古典音樂，有12個套曲，故也称十二木卡姆。它是阿拉伯木卡姆经典音乐调式与维吾尔族本土民歌的融合艺术。為中国国务院及联合国教科文组织认定的非物质文化遗产。

## 组成
维吾尔木卡姆的12個套曲为《拉克》、《且比亚特》、《木夏吾莱克》、《恰尔尕》、《潘尔尕》、《乌孜哈勒》、《艾且》、《乌夏克》、《巴雅提》、《纳瓦》、《斯尕》、《依拉克》。每支木卡姆套曲均由木卡姆（散板序唱）、窮拉克曼（大曲，naqma）、达斯坦（述事歌曲，dastan）、麦西热甫（歌舞，maxrap）组成，分别有苍劲深沉、雄浑流畅和欢乐蓬勃三种气氛。共有170多首歌曲和70多首器樂曲、4500行诗，完整演唱12套曲需25个小时。
木卡姆在維吾爾族地區廣為流傳，並按區域形成了4種不同的風格，分別為喀什一帶的《和田木卡姆》、伊犁一帶的《伊犁木卡姆》、哈密一帶的《哈密木卡姆》、和塔里木戈壁邊沿麥蓋提一帶的《刀郎木卡姆》。各地的「木卡姆」內容和結構，雖然基本相同，但亦有所調整，各顯不相同風格和特色，大多為慶祝豐收及在盛大節日之巴札（市集）上，為人助慶，又或在舉行婚禮的麥西熱甫（集體文娛活動）中增添歡樂，亦為宣揚宗教思想之用。木卡姆的歌词中，掺杂着阿拉伯语、波斯语、维吾尔语甚至已消亡多年的察合台语。
所使用的樂器有薩它爾、彈撥爾、獨它爾、熱瓦甫、艾捷克、卡龍、達卜、薩巴依等。

## 历史
14世纪中叶，察合台人与维吾尔人皈依伊斯兰教后，阿拉伯文化开始渗透。叶尔羌汗国可汗拉失德的王后阿曼尼莎汗支持音乐家大規模整理木卡姆，成為木卡姆“窮拉克曼”部分。阿曼尼莎汗去掉了旧版木卡姆中陈旧晦涩的诗词，并削弱了宗教色彩。
至19世纪，木卡姆精简为12个套曲，但并没有文字记录下乐谱，一直以口傳心授流傳於民間。
1951年和1954年，新疆文化厅等部门先后两次邀请吐爾地·阿洪、肉兹彈撥爾等人到烏魯木齊，將喀什《十二木卡姆》完整地演唱錄音，由万桐书夫妇以五线谱记录。於1960年2月由北京音樂出版社和民族出版社聯合出版2巨冊首部完整的《十二木卡姆》樂譜。1996年，周吉等人在阿瓦提、巴楚、麦盖提、莎车等地采集并用五线谱记录了十七套《刀郎木卡姆》的曲谱。
2005年，维吾尔木卡姆被联合国教科文组织列入第三批人类口头和非物质文化遗产。2006年5月20日，十二木卡姆经国务院批准列入第一批国家级非物质文化遗产名录。經過整理，有新編的作品推出，舞台演出有器樂合奏、齊唱、合唱、歌舞等形式。現時在新疆部分学校内有木卡姆课程开设，新疆木卡姆艺术团在国内外进行演出。